# Alida Chen
Alida Chen (* 29. März 1996) ist eine niederländische Badmintonspielerin. 

## Karriere
Alida Chen siegte bei den Slovenia International 2013 im Damendoppel. Bei den Greece International 2013 wurde sie in der gleichen Disziplin Zweite ebenso wie bei den Lithuanian International 2013. Bei den Dutch Open stand sie 2012 und 2013 im Hauptfeld.